# Acanthocercus cyanogaster
Acanthocercus cyanogaster е вид влечуго от семейство Agamidae. Видът е незастрашен от изчезване.

## Разпространение
Разпространен е в Еритрея, Етиопия, Йемен, Кения и Сомалия.